# De Athleet
De Athleet was een Nederlands sporttijdschrift dat sinds 1893 bestond.

## Algemeen
De Athleet was een weekblad gewĳd aan onder andere atletiek, voetbal, wielrennen, gymnastiek, cricket, roeien, ijssport en zwemmen. Het was tevens een officieel mediaorgaan van een aantal voetbalclubs, waaronder RAP en Rapiditas. Het blad verscheen elke zaterdag.
In 1893 bedroegen de kosten van een jaarabonnement ƒ1,50; een los nummer kostte 10 cent. N.J. Kampers voerde de redactie. In 1897 was de abonnementsprijs verdubbeld en werd de redactie gevoerd door J.C. Schröder, die ook redacteur was van Het Sportblad.